# Donkere struikgors
De donkere struikgors (Atlapetes crassus) is een zangvogel uit de familie Emberizidae (gorzen).

## Verspreiding en leefgebied
Deze soort komt voor in de Andes van westelijk Colombia en Ecuador (Pichincha en El Oro).